# Martin Margiela
 (août 2010).
Si vous disposez d'ouvrages ou d'articles de référence ou si vous connaissez des sites web de qualité traitant du thème abordé ici, merci de compléter l'article en donnant les références utiles à sa vérifiabilité et en les liant à la section « Notes et références ».
Martin Margiela, né le 9 avril 1957 à Louvain, Belgique, est un couturier belge. Il est le créateur de la marque Maison Martin Margiela, devenue par la suite Maison Margiela.

## Biographie

### Études
En 1974, Martin Margiela entre à l'Académie royale des beaux-arts d'Anvers, en même temps que Walter Van Beirendonck, Ann Demeulemeester et Dries Van Noten qui formeront plus tard les Six d'Anvers avec Dirk Bikkembergs, Dirk Van Saene et Marina Yee.
En 1984, il devient le premier assistant de Jean Paul Gaultier, jusqu'au lancement de sa propre marque en 1988.

### Travail dans la couture
Martin Margiela est l'un des créateurs les plus secrets du monde de la mode. Il ne se laisse jamais photographier et ne donne aucune interview directement. Il répond aux questions posées par fax. Il ne s'exprime jamais en son nom propre mais toujours au nom du collectif que constitue son entreprise. Le logo de sa marque, totalement anonyme, est à l'image du créateur.
Considéré comme l'un des créateurs les plus atypiques et les plus avant-gardistes de sa génération, Martin Margiela fonde en 1988 avec Jenny Meirens sa propre marque, la Maison Martin Margiela. Il est reconnu par les rédactrices de mode - Melka Treanton du magazine Elle, entre autres. En 1989, il est lauréat de l'ANDAM. Sa mode entre au musée en 1991 : le palais Galliera (Paris) présente alors son univers avec ceux de ses aînés Jean Paul Gaultier, Jean-Charles de Castelbajac, ainsi que l'espagnole Sybilla. En 1997, un musée de Rotterdam, le musée Boijmanns Van Beuningen, lui offre l'occasion de réaliser une exposition par lui-même. Il y présente une rétrospective de ses vêtements les plus caractéristiques, après les avoir soumis à un bain de diverses bactéries, et en les exposant à l'extérieur dans les jardins du musée. Leur aspect, de ce fait, était différent chaque jour. En 2008, c'est au tour du musée d'Anvers de célébrer, à travers une rétrospective plus classique, les vingt ans de création de la Maison Martin Margiela.
D'octobre 1997 à 2003, Martin Margiela est le directeur artistique des collections de prêt-à-porter femme d'Hermès.

### Style
Martin Margiela, défini comme un créateur « conceptuel », crée depuis le début des pièces uniques totalement artisanales, faites d'objets ou des vêtements récupérés. Il peut aussi jouer des échelles comme l'a fait la collection des vêtements de poupée agrandis. Chaque saison des replicas sont proposés : vêtements chinés dans le monde entier, explicitement et intégralement reproduits à l'identique, et vendus comme tels.
Pendant huit saisons, jusqu'en 2004, Martin Margiela fut le styliste de la maison Hermès. Sous sa direction, le prêt-à-porter a connu une croissance remarquable - plus de 20 % certaines années. Cette collaboration, surprenante de premier abord, reposait, comme l'expliqua Jean-Louis Dumas, alors PDG de la maison Hermès, sur « une passion commune pour l'excellence du travail artisanal ».

### Défilés
Ses défilés se déroulaient souvent dans des lieux atypiques (terrain vague de Paris, station de métro (1992), plusieurs lieux), et parfois aucun défilé n'était organisé, et juste un film était projeté. Ses mannequins défilaient quasi anonymes, le visage caché, afin que l'attention se concentre sur les vêtements. Seule exception pour les photos de la collection automne-hiver 1999, il a engagé Stella Tennant, enceinte à cette époque.
Lors de son premier défilé, il fit marcher ses mannequins dans de la peinture rouge pour laisser des traces tout au long du podium.

## Maison Margiela
Martin Margiela a créé sa maison de couture Maison Martin Margiela en 1988. En 2003, la Maison Martin Margiela est rachetée par le patron de Diesel. Son nouveau siège de 3 000 m2 est alors installé dans une ancienne école du 11e arrondissement de Paris.
En décembre 2009, Martin Margiela quitte l'entreprise qu'il a créée 21 ans auparavant. La marque est renommée Maison Margiela en 2017.